# سبخة المكنين

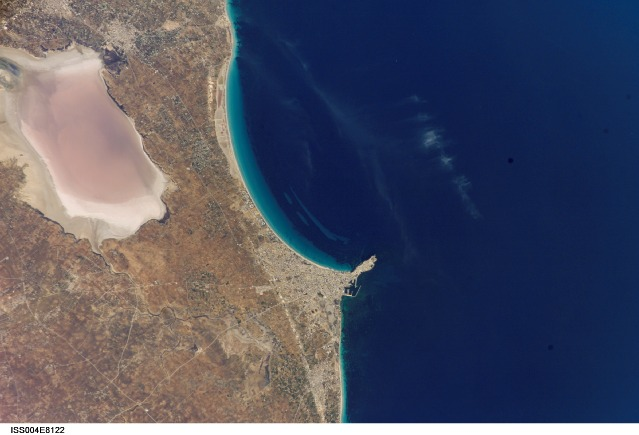
صورة فضائية لسبخة المكنين

سبخة المكنين أو سبخة مكنين سبخة تقع جنوب شرقي مدينة المكنين في ولاية المنستير على الحدود مع ولاية المهدية. يبلغ ارتفاعها عن سطح البحر بين 1 و 10 م.
| سبخة المكنين |